# 검은 방울 현상

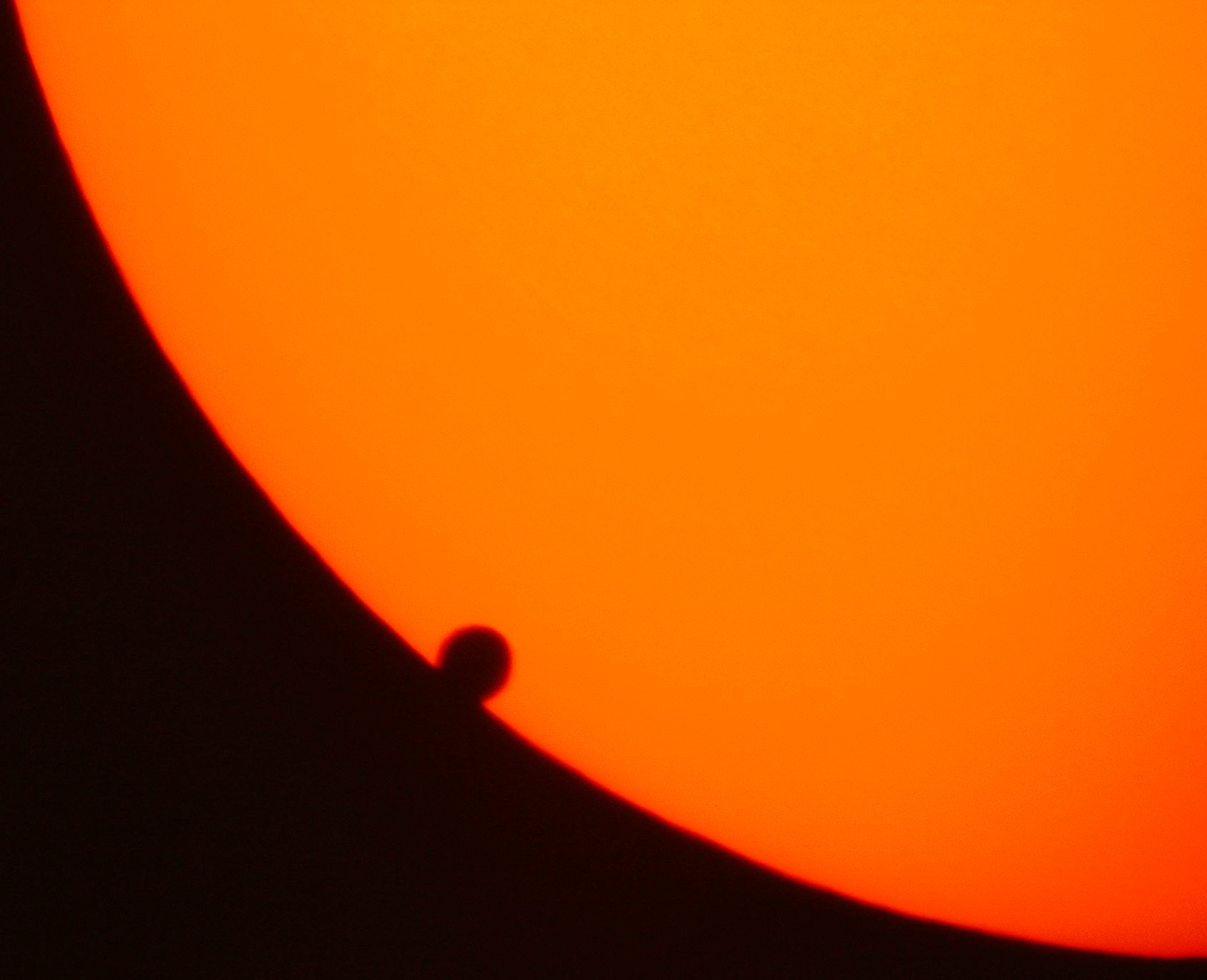
2004년 6월 8일 금성이 태양면 위를 지나가고 있다. 여기서 검은 방울 현상을 관찰할 수 있다.

검은 방울 현상은 금성의 일면통과 및 좀 더 확장하면 수성의 일면통과 과정에서 일어나는 시각적 현상이다.
2차 접촉 직후 및 3차 접촉 직전 금성의 검은 원반에서 작은 '방울'이 나와 태양 원반 가장자리와 합쳐지는 것처럼 보인다. 종전에는 이 현상 때문에 2차 접촉과 3차 접촉의 정확한 시간을 알 수 없었다. 검은 방울 현상으로 말미암아 18세기 천문학자들은 천문단위의 거리를 정확하게 도출할 수 없었다.
검은 방울 효과는 오랫동안 금성의 두꺼운 대기 때문에 발생하는 것이라고 믿어져 왔다. 1999년과 2003년 수성이 태양면을 통과했을 때, 수성 표면에는 대기가 거의 없었음에도 불구하고 검은 방울 현상이 관측되었다.
2004년 6월 8일 금성의 일면 통과 때 많은 관측자들은 검은 방울 효과를 거의 볼 수 없었거나, 적어도 지난 19세기에 관측되었던 자료에서 증언했던 것보다 훨씬 효과의 정도가 미미했다고 말했다. 이처럼 검은 방울 효과가 미미하게 관측된 이유로, 망원경의 구경이 커졌고 광학 장비들의 성능이 올라간 것이 요인들 중 하나일 것으로 생각하고 있다.